# Ligne transcévenole
La Transcévenole est le nom d'une ligne de chemin de fer qui devait relier Le Puy (Haute-Loire) à Lalevade-d'Ardèche (Ardèche), mais qui n'a jamais été achevée. Le tronçon nord, seul réalisé, est devenu un itinéraire touristique.
Le tronçon Brives-Charensac - Le Monastier-sur-Gazeille constituait la ligne 791 000 du réseau ferré national.

## Histoire
En 1853, la compagnie ferroviaire du « Grand central » se constitue avec pour objet de relier Paris à Nîmes par Clermont-Ferrand. Deux tracés sont envisagés au sud de Clermont : l'un, direct, par les gorges de l'Allier et les hautes Cévennes, l'autre contournant les Cévennes à travers le Velay et le plateau ardéchois pour rejoindre à Alès la ligne établie dans le bassin minier cévenol par Paulin Talabot dès 1839. C'est le tracé direct qui est retenu, et mis en chantier dès 1857 par la nouvelle compagnie du PLM, qui a absorbé le Grand central.
Ce n'est que le 27 avril 1906 qu'une loi déclare d'utilité publique la « ligne du Puy à Nieigles-Prades ». Cette même loi approuve la convention signée entre le ministre des Travaux publics et la Compagnie des chemins de fer de Paris à Lyon et à la Méditerranée (PLM) le  1er décembre 1905 qui concède la ligne à ladite compagnie. Cette ligne rejoindrait à Nieigles-Prades la ligne existante vers Aubenas et la vallée du Rhône. À défaut de relier Clermont à Nîmes, cette ligne servirait à désenclaver la région, en y traçant une diagonale nord-ouest - sud-est. La dénomination de transcévenole n'avait plus guère de sens, mais elle a été conservée. De même la dénomination de la gare de Nieigles-Prades était caduque, la commune de Nieigles ayant disparu en 1903, et la gare se trouvant désormais sur la nouvelle commune de Lalevade-d'Ardèche.
Les travaux commencent en 1911, mais sont suspendus dès 1914. Après la  guerre, ils ne sont repris que du côté nord, où Laurent Eynac, conseiller général, député puis sénateur et plusieurs fois ministre, pèse de tout son poids pour l'aboutissement du projet. En 1939, la plateforme de la ligne, les gares et toutes les installations sont prêtes jusqu'à la limite des deux départements. Mais entre-temps les grands travaux ferroviaires ont été arrêtés, et la SNCF, créée en 1937, ne souhaite pas poursuivre ce chantier. Le 30 novembre 1941, la ligne est déclassée par une loi ,.
On n'eut à déplorer qu'un seul mort sur l'ensemble du chantier[réf. nécessaire] : Joseph Monteil, 39 ans, natif de Lantriac en Haute-Loire, tombé d'un échafaudage sur le viaduc de Fontfreyde le 24 décembre 1930

## Description de la ligne

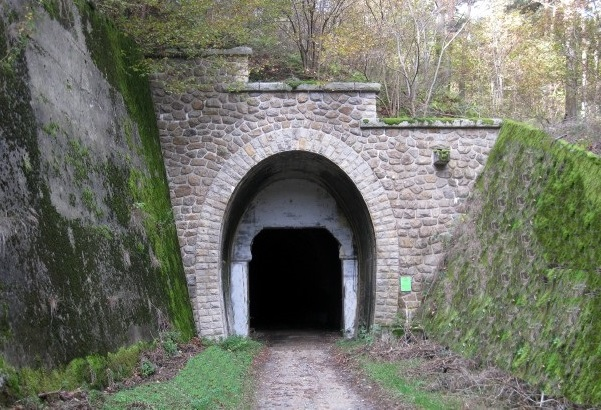
Le tunnel du Roure dans la commune de Lantriac a servi de dépôt pour faire mûrir le fromage.

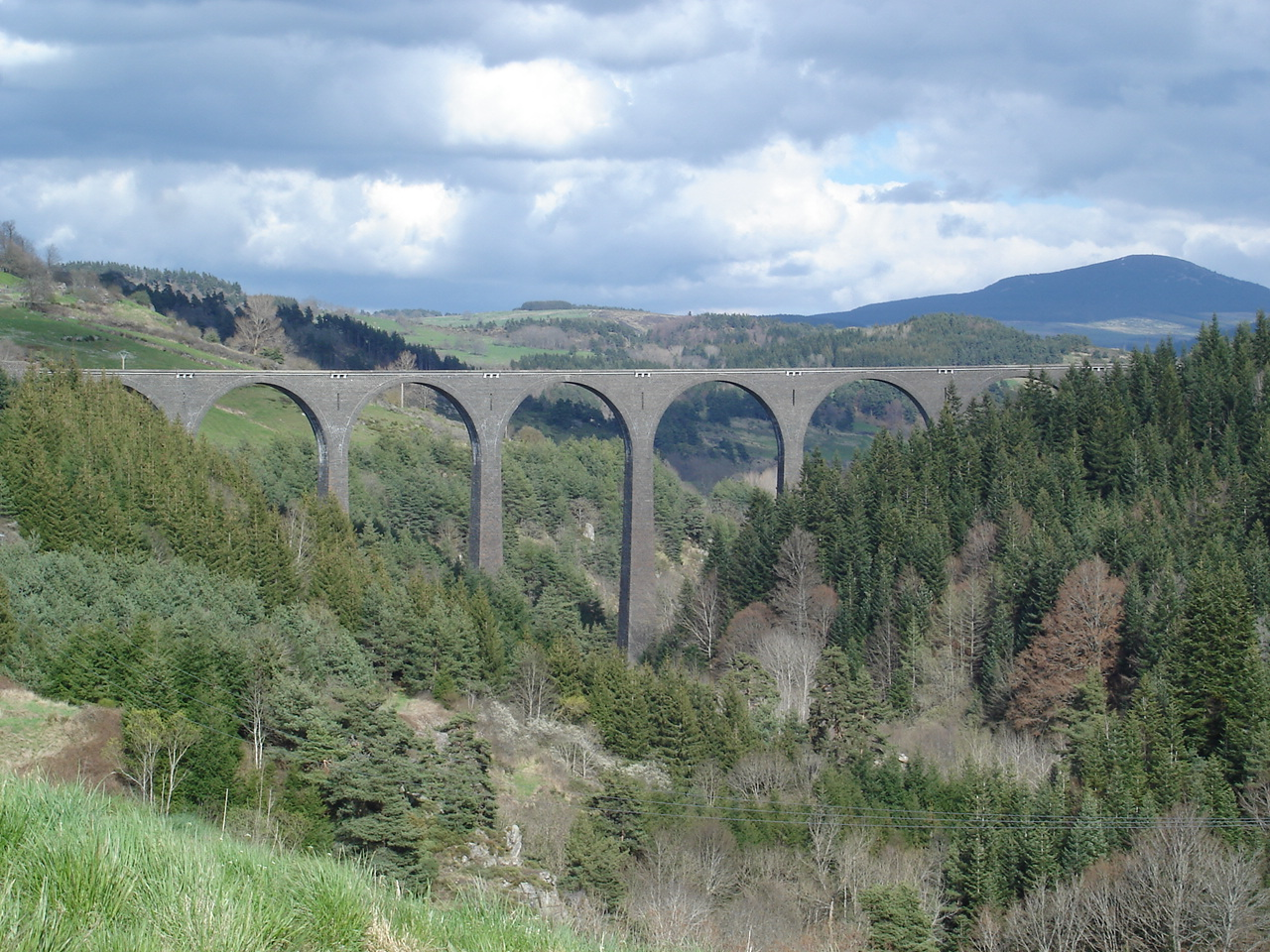
Le viaduc de la Recoumène

### Caractéristiques
Cette ligne avait un profil difficile avec des déclivités maximum de 25 mm/mètre, des courbes dont le rayon s'abaissait à 300 mètres entre Brives-Charensac et Présailles et à 250 mètres au-delà.

### La section réalisée
La ligne était couplée sur ses trois premiers kilomètres avec la ligne du Puy à Langogne, dont elle se détachait à la sortie de la gare de Brives-Charensac, à 620 mètres d'altitude. Après avoir traversé la Loire, elle commençait son ascension, franchissant trois fois la route nationale 535 en moins d'un kilomètre, traversait Lantriac puis Laussonne, et atteignait le Monastier, principale gare du parcours, à 930 mètres d'altitude. Elle franchissait ensuite la Gazeille sur l'imposant viaduc de la Recoumène, puis passait le long tunnel de Présailles, à la sortie duquel elle était à son altitude maximale de 1078 mètres. La gare de Présailles, au lieu-dit Vachère, était la dernière dans le département de la Haute-Loire.

### La section non construite
Le viaduc de Mézeyrac, jamais construit, était censé faire passer la ligne en Ardèche. La ligne ferroviaire devait ensuite rejoindre la Loire à Issarlès, remonter sa haute-vallée jusqu'à la Palisse, et continuer plein sud vers Saint-Cirgues-en-Montagne. Ensuite elle serait passée sous la ligne de partage des eaux Méditerranée - Atlantique par le tunnel de Saint-Cirgues. Les tunnels de Saint-Cirgues et du Cheylas sont les seuls ouvrages d'art à avoir été réalisés sur cette section. 
De la sortie du tunnel de Saint-Cirgues, placée à une altitude de 933 mètres, à la gare terminus, le dénivelé était de 670 mètres. On avait donc dessiné, pour ces derniers kilomètres, une boucle hélicoïdale multiple sur quatre niveaux autour de la Gravenne de Montpezat, sommet oblong culminant à 845 mètres. Cet ouvrage d'art exceptionnellement hardi resta à l'état d'ébauche.

### Ouvrages d'art
Sur 89 kilomètres de longueur, la ligne devait comporter 12 viaducs et 35 tunnels, totalisant plus de 15 kilomètres. Tous les viaducs étaient en pierre (basalte ou arkose), sauf celui des Chabannes qui était métallique.
- Le principal viaduc construit est celui de la Recoumène, dirigé par l'architecte Paul Séjourné : long de 260 mètres, il est en courbe et en pente ; c'est un pont en maçonnerie, ce qui était devenu rare à l'époque de sa construction (1925) pour un ouvrage de cette importance.
- Les deux principaux tunnels réalisés sont celui de Présailles, long de 2 626 mètres, et celui de Saint-Cirgues, rebaptisé tunnel du Roux, long de 3 336 mètres et calibré à la largeur d'une double voie. Le tunnel de Thueyts, qui devait mesurer 1 157 mètres, n'a pas été percé.

### État actuel
À l'exception du viaduc d'Orzilhac (cinq des neuf voutes démolies pour raisons de sécurité après affouillement par les crues de la Loire et affaissement de l'un des piliers), du viaduc de Chabannes (superstructures métalliques déposées et dont il ne reste que les piles centrales) et d'un pont rail à Peyrard qui a été détruit, tous les ouvrages d'art construits et toute la plateforme établie sont préservés jusqu'à Présailles.

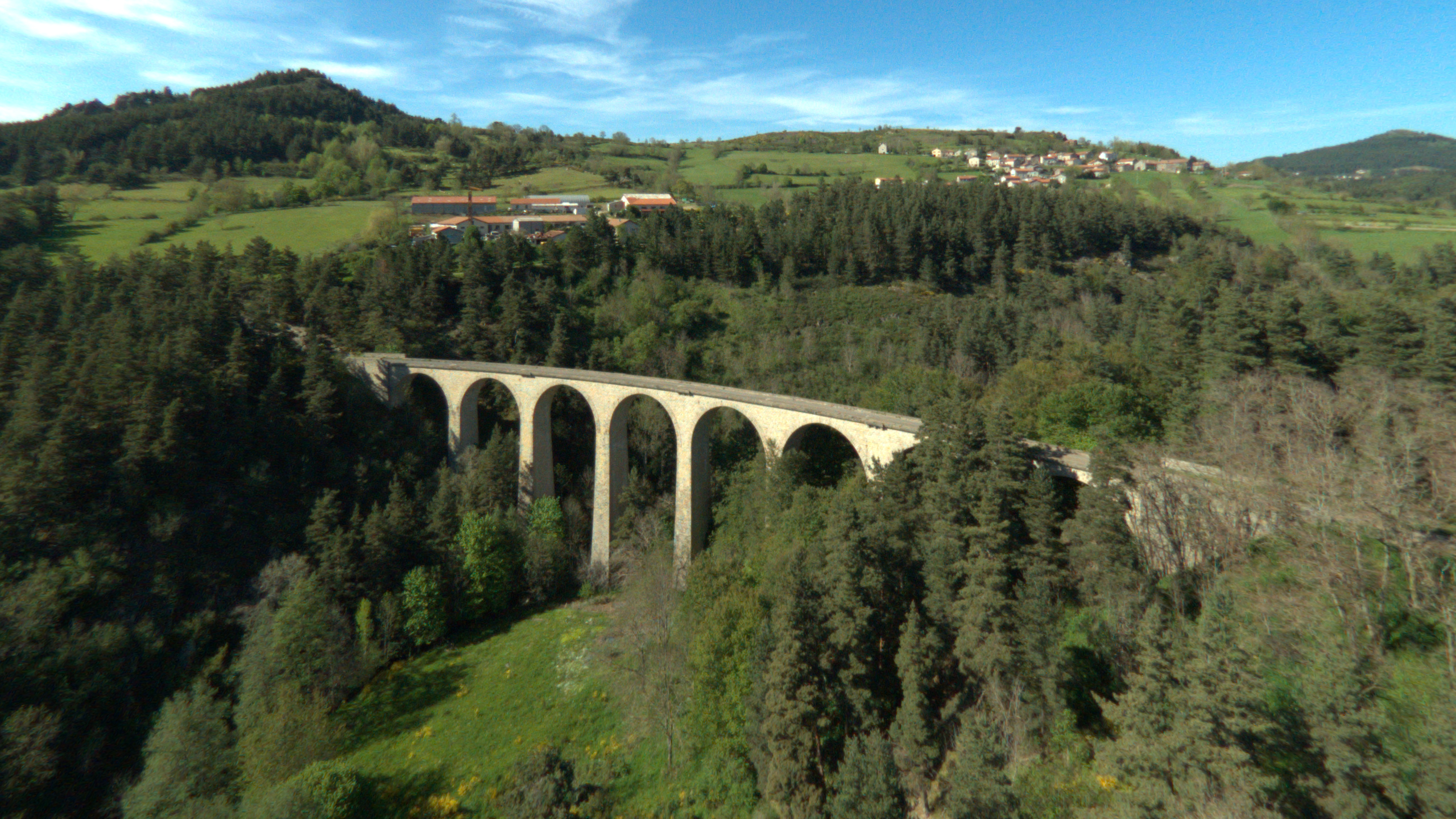
Le viaduc des Badioux

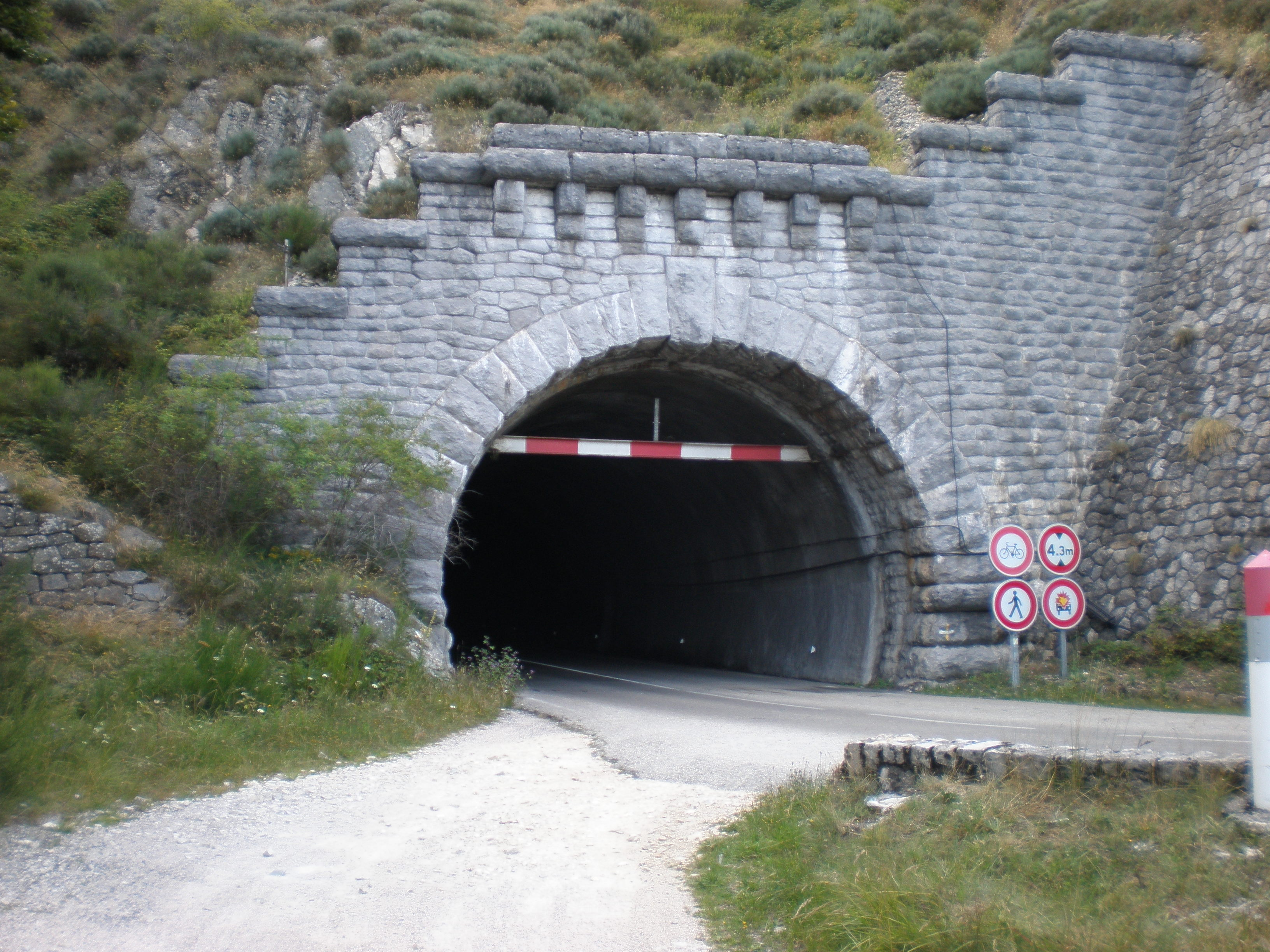
Le tunnel du Roux, aujourd'hui tunnel routier

- De Peyrard à Vachères, la plateforme a été aménagée en promenade : « la Transcévenole », accessible aux piétons, cavaliers et vététistes[9]. Les promeneurs y sont nombreux en été.
- Le viaduc de la Recoumène est utilisé pour le saut à l'élastique (65 mètres de hauteur au-dessus de la Gazeille)[10].
- Le viaduc des Badioux a servi dans un téléfilm intitulé Le Fou du viaduc avec Jacques Dufilho.
- La gare de marchandises du Monastier est devenue une salle des fêtes (la gare de voyageurs a elle été détruite et remplacée par un collège).
- Aux environs de Lantriac, en 1960, des rails ont été posés temporairement pour le tournage du feuilleton télévisé La Princesse du rail.
- La gare de Lantriac, longtemps utilisée par les services de l’Équipement pour stocker des matériaux, a été aménagée par la Communauté de communes du Meygal, et propose un espace de loisirs, avec patinoire synthétique.
- La gare de Laussonne-les Badioux a été utilisée comme centre de vacances par la SNCF.
- Le tunnel du Roure (dans la commune de Lantriac et de Saint-Germain Laprade) a été longtemps utilisé comme lieu pour affiner du fromage. Il a accueilli le tournage du feuilleton La Princesse du rail[11].
- Le tunnel de Saint-Cirgues, grâce à son gabarit large, a pu être ouvert à la circulation automobile, constituant un passage sous la ligne de crêtes particulièrement utile en hiver. Il a pris le nom de tunnel du Roux.